# Офена
Офена (італ. Ofena) — муніципалітет в Італії, у регіоні Абруццо,  провінція Л'Аквіла.
Офена розташована на відстані близько 120 км на північний схід від Рима, 31 км на схід від Л'Акуїли.
Населення — 513 осіб (2014).
Щорічний фестиваль відбувається 9 травня. 

## Демографія
Населення за роками:

Станом на 1 січня 2023 року в муніципалітеті офіційно проживало 58 іноземців з 16 країн, серед них 23 громадяни країн Євросоюзу та 3 громадяни України.

## Сусідні муніципалітети
- Калашіо
- Капестрано
- Карпінето-делла-Нора
- Кастель-дель-Монте
- Кастельвеккьо-Кальвізіо
- Чивітелла-Казанова
- Фариндола
- Вілла-Чельєра
- Вілла-Санта-Лучія-дельї-Абруцці